# Sangin
Sangin è una città della Provincia di Helmand in Afghanistan che conta circa 14.000 abitanti. Si trova nella valle del fiume Helmand ad un'altezza di 888 m s.l.m. e 95 km a nord-est di Lashkar Gah.
La città, tradizionalmente a favore dei Talebani, è famosa per essere un importante centro del commercio della droga nell'Afghanistan meridionale. La città è inoltre sede del più importante bazar dell'omonimo distretto.